# HD 154857
HD 154857 ist ein 223,45 Lichtjahre von der Erde entfernter Gelber Zwerg mit einer Rektaszension von 17h 02m 36s und einer Deklination von +47° 04' 55". Er besitzt eine scheinbare Helligkeit von 6,74 mag. Im Jahre 2004 entdeckte Chris McCarthy einen extrasolaren Planeten, der diesen Stern umkreist. Dieser trägt den Namen HD 154857 b.